# Oliver Feldballe
Oliver Feldballe  (Odense, 3 april 1990) is een Deens voetballer die als aanvaller speelt. 
Hij begon bij Odense BK en speelde vervolgens voor Randers FC. Hij speelde in het seizoen 2013/14 in Nederland voor SC Cambuur. Feldballe maakte zijn competitiedebuut voor SC Cambuur tegen NAC Breda (0-0) op 4 augustus 2013. In juli 2014 ging hij naar Sarpsborg 08 FF in Noorwegen en een jaar later werd hij gecontracteerd door FC Fredericia.
Feldballe was Deens jeugdinternational.